# 梁氏支祠
梁氏支祠，是位于中国安徽省合肥市肥东县包公镇梁巷村的一个清代古建筑，2012年入选第五批肥东县文物保护单位。
梁氏支祠始建于清朝道光二十三年（1844年），历经三次大修。祠堂坐东朝西，为徽派建筑，占地1400平方米，建筑面积160平方米，二进三开间，祠身由青砖砌成，房顶则铺以小瓦，梁上刻有较精美的图案，门前两侧墙上镶有两块皇帝御赐的石碑。